# Tigerhök
Tigerhök (Megatriorchis doriae) är en fågel i familjen hökar inom ordningen hökfåglar.

## Utseende och läte
Tigerhöken är en stor och slank hök med kroppslängden 51–69 cm och vingspannet 88–106 cm. Näbben är relativt kraftig, huvudet litet med en liten tofs, vingarna rundade och stjärten long och rundad eller kilstjärtad. Likt Accipiter-hökar har den kraftiga ben och långa tår, men vingarna är kortare. På ovansidan är den tydligt bandad och streckad, undertill ljus och sparsamt streckad. Ögonen är guldbruna, vaxhuden grönaktig till skifferblå och benen grågula. Ungfågeln är något ljusare och mer rostfärgad än den adulta. Vidare saknar den svart ansiktsmask och hela huvudet kan vara ljust. Lätet är en utdragen väsande vissling som kan höras både från sittplats och i flykten.

## Utbredning och systematik
Tigerhöken förekommer på Nya Guinea och ön Batanta. Den placeras som ensam art i släktet Megatriorchis och behandlas som monotypisk, det vill säga att den inte delas in i några underarter.

## Levnadssätt
Tigerhöken hittas i regnskog, monsunskog och mangroveskog i låglänta områden och lägre bergstrakter, från havsnivån till 1650 meters höjd men generellt under 1100. Den kan även ses i övergången mellan av människan påverkad skog och igenväxande buskmarker. Arten håller sig generellt under trädtaket och ses inte kretsflyga. Den tillbringar mycket tid uppe i träden där den kan sitta still i långa perioder.

### Föda
Födan är dåligt känd, men tros bestå av fåglar. Den har också upprepade gånger setts fånga byten från lövverket, möjligen ryggradslösa djur. Jakten sker genom utfall från strategiskt utvalda sittplatser invid blommande träd eller spelplatser för paradisfåglar.

### Häckning
Häckningsbiologin är mycket dåligt känd, annat än att den bygger ett voluminöst bo av kvistar som placeras i en trädkrona.

## Status och hot
Arten har ett stort utbredningsområde, men tros minska i antal, dock inte tillräckligt kraftigt för att den ska betraktas som hotad. Internationella naturvårdsunionen IUCN listar arten som livskraftig (LC).

## Namn
Fågelns vetenskapliga artnamn hedrar Giacomo Marchese Doria (1840-1913), italiensk naturforskare och grundare av Museo Civico di Storia Naturale i Genua. Tidigare kallades den doriahök även på svenska, men justerades 2023 till ett enklare och mer informativt namn av BirdLife Sveriges taxonomikommitté.